# Jan Ryding
Jan Ryding, född 12 mars 1952, är en svensk före detta fotbollsspelare. 
Han var vänsterback i Halmstads BK när laget tog sitt första SM-guld 1976.
Ryding kom till Halmstads BK från Billingsfors IK 1971, efter att familjen flyttat från Billingsfors till Halmstad. Han debuterade i Allsvenskan den 12 maj 1974 mot Örebro SK. Totalt gjorde han 90 allsvenska matcher och 4 mål innan han 1979 lämnade HBK för BK Astrio. För Astrio spelade han fram till 1981, då han lade skorna på hyllan.